# ياسمين عتيق (مسلسل)
ياسمين عتيق مسلسل سوري عرض في رمضان 1434هـ/2013م، وهو من إخراج السوري المثنى صبح وسيناريو رضوان شبلي.

## قصة المسلسل
مسلسل ” ياسمين عتيق” مرحلة مهمة من تاريخ دمشق، تبدأ بحكم الوالي رؤوف باشا، مروراً بحكم الوالي علو باشا وسليم باشا وصولاً لحملة إبراهيم باشا على الازدهار الذي سيحل بالبلاد.
“ياسمين عتيق” لأن العمل محملاً برائحة الياسمين والتي تمثل علامة فارقة لحواري الشام، يرصد حكايا الحب والرومانسية، تبدأ من زمرد المسيحية (إمارات رزق) وجورية المسلمة (زينة بارافي)اللتين تجمعهما الصدفة وتأخذهما لرحلة طويلة مليئة بالمغامرات المثيرة من الجامع المعلق إلى كنيسة باب توما الأثرية.
ويرصد العمل التلون الطائفي والتعايش الإنساني بين المسلمين والمسيحيين واليهود، ليرصد صيغة اجتماعية كانت سائدة في مرحلة زمنية هامة من دمشق.

## طاقم المسلسل
إخراج: المثنى صبح.
تأليف: رضوان شبلي.
إنتاج: سما الفن للإنتاج والتوزيع الفني.
أبطال المسلسل:
- غسان مسعود بدور رشيد الشوملي (كبير اعيان الميدان وشهبندر تجار الشام)
- سلاف فواخرجي بدور صفية خانم الالوسي (زوجة رشيد في البداية وامراة تحب فعل الخير)
- إمارات رزق بدور زمرد (بنت مسيحية)
- خالد القيش بدور إسماعيل ابن خدام الجامع
- جوان الخضر جواد عوضا عن تيم حسن
- فادي صبيح الجوربجي اغا
- جهاد سعد الاب توما الكبوتشي
- هشام كفارنة عزام (قاطع طريق من رجال الشوملي)
- محمد حداقي أبو شيبة (قاطع طريق من رجال الشوملي)
- روعة ياسين جولدا صاحبة خان الدكة
- علاء الزعبي الشيخ عبد الفتاح
- زينة بارافي جورية
- منى واصف امراة يهودية تساعد جورية وزمرد

## شخصيات المسلسل
سلاف فواخرجي:
تقول سلاف عن دورها: أنا أقوم بشخصية “صفيّة الآلوسي” (صفية) أخت رجال، ند للرجل، تاجرة، إنسانة خيّرة، وتدعو لتعليم المرأة، وأنا أجد فيها صورة المرأة الدمشقية الجميلة، والمتنورة، بعكس الكثير من المسلسلات التي نقلت واقع المرأة الشامية من قبل، وهذا ما شجعني لكي أقبل الدور.
أما عن (اللوك) في العمل قالت: من خلال النقاشات وأهتمام المخرج بأدق تفاصيل العمل، توصلنا إلى هذه الصيغة النهائية بعيداً عن التكلف، فعلا صفية أن تبدو بما يناسب سماتها الداخلية ومكانتها الاجتماعية، في عمل تدور أحداثه في عشرينيات القرن التاسع عشر.
سلمى المصري:
لن أتكلم عن دوري لأنكم ستعرفونه في العمل، الأهم هو نص العمل الذي جعلني أوافق على المشاركة به، فالنساء في العمل هنّ المحرك الأساسي في النص ولسنّ كما تم طرحها في باقي المسلسلات من ولادة وطلاق وحمل وزواج وعنوسة …..
النص يملك حالة نسائية لم تشهدها باقي أعمال البيئة الشامية من قبل.
فادي صبيح:
أنا أقوم بدور آغا أغوات الشام الطمّاعين، “الجوربجي آغا” الذي يهدف إلى تحقيق مآربه الشخصية، ويعقد صفقات مع مجموعة الأغوات المتواجدين في الشام.
يكمل قائلاً: العمل خارج عن النمط المعتاد الذي كنا نراه، يعتمد التوثيق الكامل في حكاياته، بعيداً عن الفانتازيا الشامية.
إمارات رزق:
دوري فيه الجرأة والمتعة في آن معاً، أنا ألعب شخصية ” زمرد”، وهي إحدى الأدوار الرئيسية في العمل، زمرد فتاة مسيحية تختار الهرب مع عشيقها المسلم، ليتعرض عشيقها للقتل من قبل ابن عمها، لتبقى وحيدة، فهي لا تستطيع العودة لأهلها ولا يوجد مكان تلجأ إليه، لتجد نفسها مضطرة للعمل في إحدى الخانات.
علاء الزعبي:
الشخصية التي أقوم بها هي شخصية ايجابية طيبة بعيدة عن باقي أدواري في البيئة الشامية.
دوري هو شيخ جامع في إحدى حارات الشام، أساند جيل الشباب وأقف معهم في تصديهم لجشع أغوات الشام خلال النصف الأول من القرن التاسع عشر.
جوان الخضر:
دوري هو جواد الشاب الذي يعيش قصة عشق، وأنا سعيد جداً للثقة التي منحني إياها المخرج المثنى صبح، لإعطائي دوراً أساسياً في العمل لشخصية كان من المفترض أن يقوم بها الممثل تيم حسن، وهذا يحملني قدراً من المسؤولية لإثبات نفسي كممثل أمام الجمهور الذي ربّما لم يتعرّف إليّ بعد لأن مشاركاتي كانت بسيطة جداً خلال السنوات السابقة.
زينة بارافي:
أقوم بدور “جورية” الفتاة المسلمة التي تتعرض لمواقف كثيرة في عدة مراحل من العمل تؤثرعلى حياتها، الدور جميل جداً وفرصة حقيقية لي، وأنني سألعب الدور عوضاً عن النجمة نسرين طافش هذا يحملني مسؤولية كبيرة، كما أن المخرج يعمل على أن يظهرني بشكل مميز خاصة من ناحية الصوت، فصوتي هو أكبر الصعوبات التي أواجهها في لعمل، حيث أقوم بعدة تمارين لكي يظهربالشكل المطلوب.